# Bożena Bujnowska
Bożena Bujnowska (ur. 27 września 1938 w Wilnie, zm. 29 sierpnia 1995) – polska chemiczka, dr hab.

## Życiorys
Urodziła się w Wilnie. Szkołę podstawową i liceum ogólnokształcące ukończyła w Wolsztynie, po czym w 1955 rozpoczęła studia na Wydziale Chemicznym Politechniki Wrocławskiej. Po ukończeniu studiów w 1961 r. pracowała w zakładach winiarskich, a następnie w laboratorium Państwowej Inspekcji Handlowej, po czym w 1965 r. rozpoczęła studia doktoranckie na Wydziale Chemicznym Politechniki Wrocławskiej, uzyskując w 1969 stopień doktora pod kierunkiem prof. Stefana Jasieńki. Habilitowała się w 1986 r. W 1991 r. została mianowana kierownikiem Zakładu Naukowego Chemii i Technologii Węgla, a w następnym roku profesorem nadzwyczajnym w Instytucie Chemii i Technologii Nafty i Węgla Politechniki Wrocławskiej.
Prowadziła badania dotyczące zagadnień fizykochemii węgli kamiennych, flotacji węgli i składników petrograficznych, koksów formowanych, wpływu dodatków bitumicznych na proces koksowania i strukturę koksów oraz procesu koksowania węgli ze szczególnym uwzględnieniem stanu plastycznego. 
Należała do Polskiego Towarzystwa Chemicznego, Towarzystwa Naukowego Societas Humboldtiana Polonorum, była również sekretarzem Sekcji Chemii i Technologii Węgla Polskiego Towarzystwa Chemicznego. Autorka 57 artykułów, promotorka 1 pracy doktorskiej.
Została pochowana na cmentarzu św. Rodziny przy ul. Smętnej we Wrocławiu.

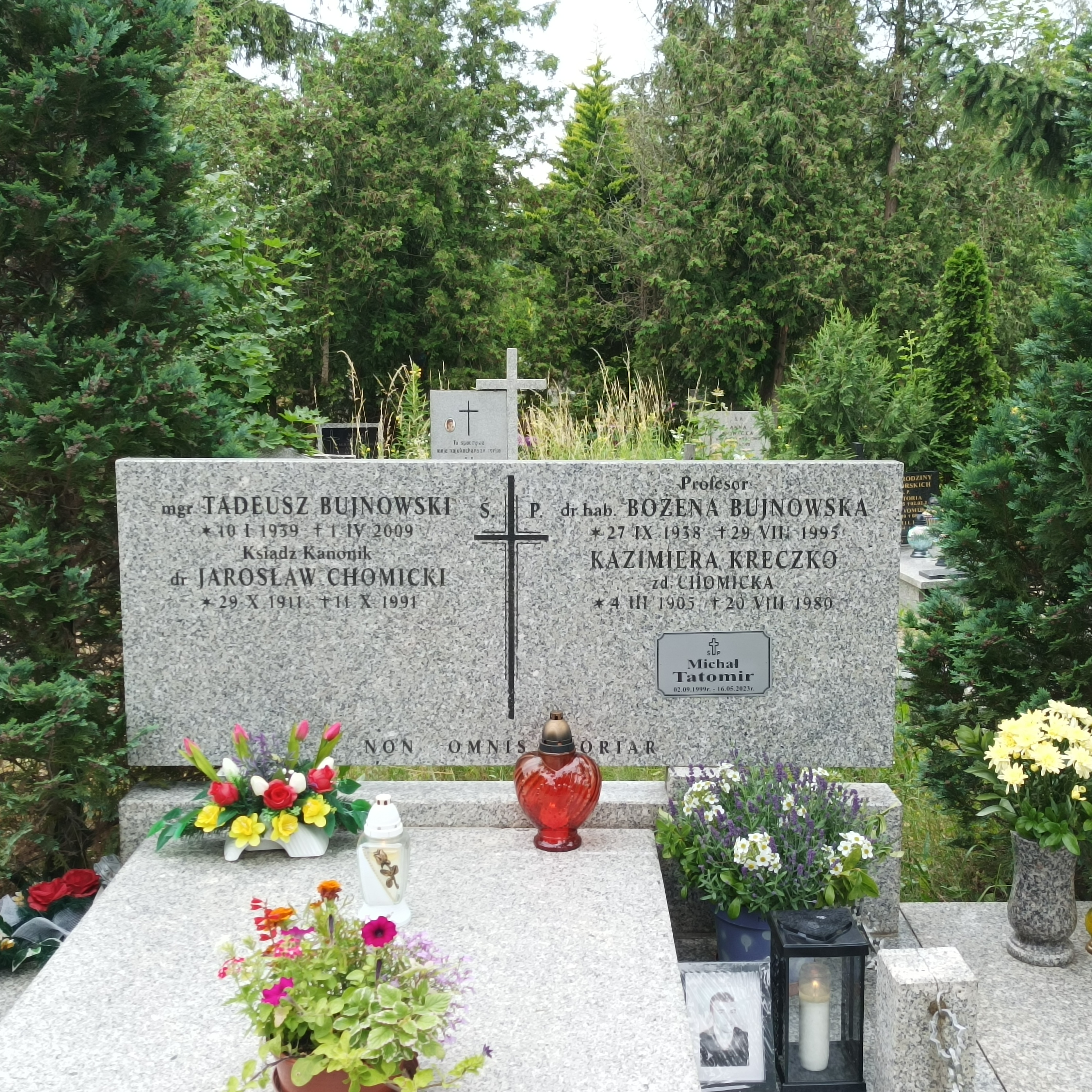
Grób prof. Bożeny Bujnowskiej na Cmentarzu Świętej Rodziny we Wrocławiu